# Kersenboogerd
De Kersenboogerd is een wijk van de gemeente Hoorn.

## Geschiedenis
In 1981 ging de eerste paal voor de Kersenboogerd op grondgebied van het dorp Blokker (gemeente Hoorn) de grond in en in oktober 1982 kwamen de eerste bewoners. De wijk is genoemd naar de oude naam voor dit gebied waar veel fruitbomen stonden. Omdat tijdens de eerste jaren van de bouw van de Kersenboogerd Hoorn groeikern was van Amsterdam, kwamen de meeste inwoners hier ook vandaan. Een ongewenst neveneffect hiervan was dat de gemeente Hoorn zo snel mogelijk (1983) 50.000 inwoners wilde halen en met name in de Kersenboogerd buurten uit de grond werden gestampt. Dit heeft tot gevolg gehad dat bepaalde buurten hard begonnen te verloederen en te verpauperen. Deze ontwikkeling heeft men tot staan gebracht en vanaf de jaren 90 werd er veelal voor hogere inkomens gebouwd. Als gevolg hiervan hebben veel bewoners die in de eerste jaren zijn gekomen wooncarrière gemaakt en zijn doorgestroomd naar nieuwere buurten. De Kersenboogerd heeft op dit moment 21848 inwoners.
In de beginjaren, toen er nog geen winkelcentrum was, bevonden de meeste voorzieningen zich aan de noordkant van de wijk. Vlak bij de huidige ADOS-sporthal bevonden zich in aparte keten een postkantoor, een apotheek en een gezondheidscentrum en naast de basisschool De Kerseboom stond een noodkeet waarin eerst een supermarkt (Vlaar) en later de bibliotheek zat. Met de komst van het winkelcentrum van de wijk dat is aangelegd rond het NS-station Kersenboogerd zijn alle noodketen overbodig geworden en nadien gesloopt.

## Winkelcentrum
Het huidige winkelcentrum werd in 1985 geopend en bestond toen alleen nog uit het Betje Wollfplein. 10 jaar later in 1995 werd met de opening van het Aagje Dekenplein het winkelcentrum fors uitgebreid. In het winkelcentrum bevinden zich twee supermarkten, twee bakkers, een slager, een visboer, twee drogisterijen, een reisbureau en nog een aantal winkels. Elke dinsdag is er markt. Aan de rand van het winkelgebied bevinden zich het gezondheidscentrum, de openbare bibliotheek, sporthal "De Kers" en het wijkcentrum.
De bewoners van de nieuwste delen van de Kersenboogerd kunnen voor de dagelijkse boodschappen terecht in een grote supermarkt aan het Stan Kentonhof, maar ook gebruikmaken van het winkelcentrum Betje Wolffplein/Aagje Dekenplein. De Kersenboogerd heeft zich in de loop der jaren flink uitgebreid. Zo is de zogenaamde "Hoffenbuurt" in zo'n tien jaar uit de grond gestampt. Deze wijk met vooral gezinnen is gelegen in de buurt van Schellinkhout, een dorpje aan het Markermeer. Een apart project in dit deel van de wijk vormt "Het nieuwe glas", waar op de grond van een glastuinbouwbedrijf het Matissehof werd gebouwd in Amsterdamse Schoolstijl.

## Recreatie
Voor recreatie kunnen de wijkbewoners terecht in het Mandelapark, het Willem Wiesepark en het nabijgelegen Julianapark.
Het Mandelapark is een klein parkje in het oudste gedeelte van de Kersenboogerd, waarin zich een groot grasveld bevindt.
Het Willem Wiesepark is een groot en nieuw park dat in het nieuwere gedeelte van de Kersenboogerd ligt. In het park vind je verschillende grasvelden, speeltuinen, sloten en veel groen.
Het Julianapark ligt niet in de Kersenboogerd, maar is wel snel te bereiken voor de bewoners. Het park ligt aan het Markermeer en is het grootste park van Hoorn. In het park bevindt zich een groot strand, veel groen, een speeltuin, grasvelden en wandelpaden.

## Sport
Aan de rand van het winkelgebied bevindt zich sporthal "De Kers" en tussen de Groene Steen en het bedrijventerrein Gildenweg is het nieuwe complex van voetbalvereniging De Blokkers gerealiseerd. Sporthal "De Kers" heeft in samenwerking met het wijkcentrum het project Sport-Opbouw-Werk-Hoorn (SOWH) opgericht. Dit is een organisatie die ervoor zorgt dat kinderen wat te doen hebben in hun vrije tijd. Deze organisatie is gebaseerd op vrijwilligers en heeft meerdere projecten waaronder The Summer Games, een aantal evenementen in de zomer.